# Dickie Moore (hockeista su ghiaccio)
Richard Winston Moore, detto Dickie (Montréal, 6 gennaio 1931 – Montréal, 19 dicembre 2015), è stato un hockeista su ghiaccio canadese.

## Biografia
Nel corso della sua carriera ha giocato con Montreal Jr. Royals (1947-1950), Montreal Jr. Canadiens (1949-1951), Montreal Canadiens (1951/52, 1952/53, 1954-1963), Montreal Royals (1948/49, 1952/53, 1953/54), Buffalo Bisons (1952/53), Toronto Maple Leafs (1964/65), St. Louis Blues (1967/68).
Per due volte (1958, 1959) è stato insignito dell'Art Ross Trophy.
Nel 1974 è stato inserito nella Hockey Hall of Fame.